# Андрића куће
Андрића куће је старо домаћинство, које се састоји од три куће, које се налази у Јасиковицама, на десној страни пута Калуђерске Баре—Бајина Башта, на планини Тари, у оквиру НП Тара.
Најстарија кућа је једноставна, правоугаона брвнара са кровом на четири воде, покривена црепом (раније шиндром), грађена вероватно у првој половини 19. века. Друга кућа је стара приземна полубрвнара грађена у другој половини 19. века. Подигнута је на нагибном делу дворишта са великим подрумом укопаним у земљу, масивним темељним гредама на којима су формирани зидови од борових брвана на једној половини грађевине и бондрук конструкцијом на другој половини. Имала је две просторије, „кућу” и собу, са једним улазним вратима и два мала, уска прозора. У каснијим преправкама на овој кући је додата су још једна врата и у знатној мери је измењена унутрашњост. Објекат су градили Осаћани са друге стране Дрине. Грађевина данас захтева хитну санацију.
Трећа кућа у домаћинству Андрића грађена је у првим деценијама 20. века, када је њихов предак Јован Андрић постао познати трговац у Бајиној Башти. Велики подрум од тесаног камена служио је као складиште намирница и паића, на спратном делу биле су собе за спавање. Кућа је зидана опеком са декорисаном фасадом, прозорским отворима, симсовима у средини и на крајевима зидних површина. Високи стрми кров на четири воде покривен је локалном ћерамидом. Данас је једини станар Милутин Андрић.